# American Le Mans Monterey 2010
Navigation
Édition précédente Édition suivante
L'American Le Mans Monterey 2010 (officiellement appelé le 2010 American Le Mans Series Monterey presented by Patrón), disputé sur le 22 mai 2010 sur le circuit du Mazda Raceway Laguna Seca en Californie est la troisième manche de l'American Le Mans Series 2010.

## Qualifications
| Pos. | Classe | N° | Écurie                            | Pilote                | Temps          | Grille |
| ---- | ------ | -- | --------------------------------- | --------------------- | -------------- | ------ |
| 1    | LMP    | 16 | Dyson Racing Team                 | Guy Smith             | 1 min 12 s 338 | 1      |
| 2    | LMP    | 1  | Patrón Highcroft Racing           | David Brabham         | 1 min 13 s 009 | 35     |
| 3    | LMP    | 6  | Muscle Milk Team Cytosport        | Klaus Graf            | 1 min 13 s 855 | 2      |
| 4    | LMP    | 37 | Intersport Racing (en)            | Clint Field           | 1 min 15 s 208 | 3      |
| 5    | LMP    | 12 | Autocon Motorsports               | Pierre Ehret          | 1 min 15 s 775 | 4      |
| 6    | LMP    | 8  | Drayson Racing                    | Paul Drayson          | 1 min 16 s 297 | 5      |
| 7    | LMPC   | 52 | PR1/Mathiasen Motorsports         | Johnny Mowlem         | 1 min 17 s 800 | 6      |
| 8    | LMPC   | 99 | Green Earth Team Gunnar           | Gunnar Jeannette      | 1 min 17 s 971 | 7      |
| 9    | LMPC   | 55 | Level 5 Motorsports               | Christophe Bouchut    | 1 min 18 s 212 | 8      |
| 10   | LMPC   | 36 | Genoa Racing                      | Tom Sutherland (en)   | 1 min 18 s 256 | 9      |
| 11   | LMPC   | 95 | Level 5 Motorsports               | Scott Tucker          | 1 min 21 s 221 | 10     |
| 12   | LMPC   | 89 | Intersport Racing (en)            | Mitch Pagerey         | 1 min 21 s 446 | 11     |
| 13   | GT     | 62 | Risi Competizione                 | Jaime Melo            | 1 min 22 s 752 | 12     |
| 14   | GT     | 01 | Extreme Speed Motorsports         | Johannes van Overbeek | 1 min 23 s 067 | 13     |
| 15   | GT     | 4  | Corvette Racing                   | Oliver Gavin          | 1 min 23 s 101 | 14     |
| 16   | GT     | 3  | Corvette Racing                   | Jan Magnussen         | 1 min 23 s 201 | 15     |
| 17   | GT     | 92 | BMW Rahal Letterman Racing        | Bill Auberlen         | 1 min 23 s 350 | 16     |
| 18   | GT     | 90 | BMW Rahal Letterman Racing        | Dirk Müller           | 1 min 23 s 379 | 17     |
| 19   | GT     | 02 | Extreme Speed Motorsports         | Guy Cosmo             | 1 min 23 s 394 | 18     |
| 20   | GT     | 45 | Flying Lizard Motorsports         | Jörg Bergmeister      | 1 min 23 s 484 | 19     |
| 21   | GT     | 17 | Team Falken Tire (en)             | Wolf Henzler          | 1 min 23 s 991 | 20     |
| 22   | GT     | 40 | Robertson Racing                  | David Murry           | 1 min 24 s 750 | 21     |
| 23   | GT     | 75 | Jaguar RSR                        | Ryan Dalziel          | 1 min 26 s 381 | 22     |
| 24   | GT     | 61 | Risi Competizione                 | Tracy Krohn           | 1 min 26 s 708 | 23     |
| 25   | GTC    | 54 | Black Swan Racing                 | Jeroen Bleekemolen    | 1 min 26 s 934 | 24     |
| 26   | GTC    | 81 | Alex Job Racing                   | Butch Leitzinger      | 1 min 27 s 603 | 25     |
| 27   | GTC    | 63 | TRG                               | Andy Lally            | 1 min 27 s 797 | 26     |
| 28   | GTC    | 88 | Velox Motorsports                 | Shane Lewis           | 1 min 27 s 950 | 27     |
| 29   | GTC    | 48 | Orbit Racing / Paul Miller Racing | Bryce Miller          | 1 min 28 s 126 | 28     |
| 30   | GTC    | 32 | GMG Racing                        | James Sofronas        | 1 min 28 s 171 | 29     |
| 31   | GT     | 44 | Flying Lizard Motorsports         | Seth Neiman           | 1 min 28 s 481 | 30     |
| 32   | GTC    | 69 | WERKS II Racing                   | Galen Bieker          | 1 min 28 s 590 | 31     |
| 33   | GTC    | 23 | Alex Job Racing                   | Bill Sweedler         | 1 min 29 s 360 | 32     |
| 34   | GTC    | 80 | Car Amigo - AJR                   | Ricardo González      | 1 min 29 s 547 | 33     |
| 35   | GTC    | 28 | 911 Design                        | Doug Baron            | 1 min 29 s 701 | 34     |

## Course
Voici le classement provisoire au terme de la course.

- Les vainqueurs de chaque catégorie sont signalés par un fond jauni.
- Pour la colonne Pneus, il faut passer le curseur au-dessus du modèle pour connaître le manufacturier de pneumatiques.

| Pos.   | Classe | N° | Écurie                            | Pilotes                                              | Châssis                                 | Pneus | Tours |
| Pos.   | Classe | N° | Écurie                            | Pilotes                                              | Moteur                                  | Pneus | Tours |
| ------ | ------ | -- | --------------------------------- | ---------------------------------------------------- | --------------------------------------- | ----- | ----- |
| 1      | LMP    | 1  | Patrón Highcroft Racing           | David Brabham Simon Pagenaud Marino Franchitti       | HPD ARX-01C                             | M     | 237   |
| 1      | LMP    | 1  | Patrón Highcroft Racing           | David Brabham Simon Pagenaud Marino Franchitti       | HPD 3.4 L V8                            | M     | 237   |
| 2      | LMP    | 6  | Muscle Milk Team Cytosport        | Memo Gidley Klaus Graf Sascha Maassen                | Porsche RS Spyder Evo                   | M     | 230   |
| 2      | LMP    | 6  | Muscle Milk Team Cytosport        | Memo Gidley Klaus Graf Sascha Maassen                | Porsche MR6 3.4 L V8                    | M     | 230   |
| 3      | LMPC   | 55 | Level 5 Motorsports               | Scott Tucker Christophe Bouchut Mark Wilkins (en)    | Oreca FLM09                             | M     | 229   |
| 3      | LMPC   | 55 | Level 5 Motorsports               | Scott Tucker Christophe Bouchut Mark Wilkins (en)    | Chevrolet LS3 6.2 L V8                  | M     | 229   |
| 4      | LMPC   | 36 | Genoa Racing                      | Tom Sutherland Tom Weickardt Kyle Marcelli           | Oreca FLM09                             | M     | 229   |
| 4      | LMPC   | 36 | Genoa Racing                      | Tom Sutherland Tom Weickardt Kyle Marcelli           | Chevrolet LS3 6.2 L V8                  | M     | 229   |
| 5      | GT     | 45 | Flying Lizard Motorsports         | Jörg Bergmeister Patrick Long                        | Porsche 911 GT3 RSR                     | M     | 227   |
| 5      | GT     | 45 | Flying Lizard Motorsports         | Jörg Bergmeister Patrick Long                        | Porsche 4.0 L Flat-6                    | M     | 227   |
| 6      | GT     | 90 | BMW Rahal Letterman Racing        | Dirk Müller Joey Hand                                | BMW M3 GT2                              | D     | 227   |
| 6      | GT     | 90 | BMW Rahal Letterman Racing        | Dirk Müller Joey Hand                                | BMW 4.0 L V8                            | D     | 227   |
| 7      | GT     | 4  | Corvette Racing                   | Olivier Beretta Oliver Gavin                         | Chevrolet Corvette C6.R                 | M     | 227   |
| 7      | GT     | 4  | Corvette Racing                   | Olivier Beretta Oliver Gavin                         | Chevrolet 5.5 L V8                      | M     | 227   |
| 8      | GT     | 62 | Risi Competizione                 | Jaime Melo Gianmaria Bruni                           | Ferrari F430 GTE                        | M     | 225   |
| 8      | GT     | 62 | Risi Competizione                 | Jaime Melo Gianmaria Bruni                           | Ferrari 4.0 L V8                        | M     | 225   |
| 9      | GT     | 01 | Extreme Speed Motorsports         | Scott Sharp Johannes van Overbeek                    | Ferrari F430 GTE                        | M     | 225   |
| 9      | GT     | 01 | Extreme Speed Motorsports         | Scott Sharp Johannes van Overbeek                    | Ferrari 4.0 L V8                        | M     | 225   |
| 10     | GT     | 3  | Corvette Racing                   | Jan Magnussen Johnny O'Connell                       | Chevrolet Corvette C6.R                 | M     | 224   |
| 10     | GT     | 3  | Corvette Racing                   | Jan Magnussen Johnny O'Connell                       | Chevrolet 5.5 L V8                      | M     | 224   |
| 11     | GT     | 17 | Team Falken Tire (en)             | Bryan Sellers Wolf Henzler                           | Porsche 911 GT3 RSR                     | F     | 224   |
| 11     | GT     | 17 | Team Falken Tire (en)             | Bryan Sellers Wolf Henzler                           | Porsche 4.0 L Flat-6                    | F     | 224   |
| 12     | LMPC   | 99 | Green Earth Team Gunnar           | Gunnar Jeannette Christian Zugel Elton Julian        | Oreca FLM09                             | M     | 222   |
| 12     | LMPC   | 99 | Green Earth Team Gunnar           | Gunnar Jeannette Christian Zugel Elton Julian        | Chevrolet LS3 6.2 L V8                  | M     | 222   |
| 13     | GT     | 92 | BMW Rahal Letterman Racing        | Bill Auberlen Tommy Milner                           | BMW M3 GT2                              | D     | 222   |
| 13     | GT     | 92 | BMW Rahal Letterman Racing        | Bill Auberlen Tommy Milner                           | BMW 4.0 L V8                            | D     | 222   |
| 14     | LMPC   | 89 | Intersport Racing (en)            | Mitch Pagerey David Ducote Brian Wong                | Oreca FLM09                             | M     | 222   |
| 14     | LMPC   | 89 | Intersport Racing (en)            | Mitch Pagerey David Ducote Brian Wong                | Chevrolet LS3 6.2 L V8                  | M     | 222   |
| 15     | LMP    | 16 | Dyson Racing Team                 | Chris Dyson Guy Smith Andy Meyrick                   | Lola B09/86                             | D     | 220   |
| 15     | LMP    | 16 | Dyson Racing Team                 | Chris Dyson Guy Smith Andy Meyrick                   | Mazda MZR-R 2.0 L I4 Turbo (Isobutanol) | D     | 220   |
| 16     | GT     | 61 | Risi Competizione Krohn Racing    | Tracy Krohn Nic Jönsson                              | Ferrari F430 GTE                        | M     | 220   |
| 16     | GT     | 61 | Risi Competizione Krohn Racing    | Tracy Krohn Nic Jönsson                              | Ferrari 4.0 L V8                        | M     | 220   |
| 17     | GTC    | 54 | Black Swan Racing                 | Tim Pappas Jeroen Bleekemolen Sebastiaan Bleekemolen | Porsche 911 GT3 Cup                     | Y     | 219   |
| 17     | GTC    | 54 | Black Swan Racing                 | Tim Pappas Jeroen Bleekemolen Sebastiaan Bleekemolen | Porsche 3.8 L Flat-6                    | Y     | 219   |
| 18     | GTC    | 63 | TRG                               | Henri Richard René Villeneuve Andy Lally             | Porsche 911 GT3 Cup                     | Y     | 218   |
| 18     | GTC    | 63 | TRG                               | Henri Richard René Villeneuve Andy Lally             | Porsche 3.8 L Flat-6                    | Y     | 218   |
| 19     | GTC    | 81 | Alex Job Racing                   | Juan González Butch Leitzinger                       | Porsche 911 GT3 Cup                     | Y     | 217   |
| 19     | GTC    | 81 | Alex Job Racing                   | Juan González Butch Leitzinger                       | Porsche 3.8 L Flat-6                    | Y     | 217   |
| 20     | GTC    | 80 | Car Amigo - AJR                   | Ricardo González Luis Díaz Rudy Junco, Jr.           | Porsche 911 GT3 Cup                     | Y     | 217   |
| 20     | GTC    | 80 | Car Amigo - AJR                   | Ricardo González Luis Díaz Rudy Junco, Jr.           | Porsche 3.8 L Flat-6                    | Y     | 217   |
| 21     | GTC    | 48 | Orbit Racing / Paul Miller Racing | Bryce Miller John McMullen Luke Hines (en)           | Porsche 911 GT3 Cup                     | Y     | 216   |
| 21     | GTC    | 48 | Orbit Racing / Paul Miller Racing | Bryce Miller John McMullen Luke Hines (en)           | Porsche 3.8 L Flat-6                    | Y     | 216   |
| 22     | GTC    | 88 | Velox Motorsports                 | Shane Lewis Jerry Vento Lawson Aschenbach            | Porsche 911 GT3 Cup                     | Y     | 216   |
| 22     | GTC    | 88 | Velox Motorsports                 | Shane Lewis Jerry Vento Lawson Aschenbach            | Porsche 3.8 L Flat-6                    | Y     | 216   |
| 23     | GT     | 40 | Robertson Racing                  | David Robertson Andrea Robertson David Murry         | Ford GT-R Mk. VII                       | D     | 215   |
| 23     | GT     | 40 | Robertson Racing                  | David Robertson Andrea Robertson David Murry         | Ford 5.0 L V8                           | D     | 215   |
| 24     | GT     | 44 | Flying Lizard Motorsports         | Darren Law Seth Neiman Timo Bernhard                 | Porsche 911 GT3 RSR                     | M     | 213   |
| 24     | GT     | 44 | Flying Lizard Motorsports         | Darren Law Seth Neiman Timo Bernhard                 | Porsche 4.0 L Flat-6                    | M     | 213   |
| 25     | GTC    | 23 | Alex Job Racing                   | Bill Sweedler Romeo Kapudija (en) Jan-Dirk Lueders   | Porsche 911 GT3 Cup                     | Y     | 212   |
| 25     | GTC    | 23 | Alex Job Racing                   | Bill Sweedler Romeo Kapudija (en) Jan-Dirk Lueders   | Porsche 3.8 L Flat-6                    | Y     | 212   |
| 26     | GTC    | 69 | WERKS II Racing                   | Robert Rodriguez Galen Bieker                        | Porsche 911 GT3 Cup                     | Y     | 212   |
| 26     | GTC    | 69 | WERKS II Racing                   | Robert Rodriguez Galen Bieker                        | Porsche 3.8 L Flat-6                    | Y     | 212   |
| 27     | GTC    | 28 | 911 Design                        | Loren Beggs Doug Baron                               | Porsche 911 GT3 Cup                     | Y     | 211   |
| 27     | GTC    | 28 | 911 Design                        | Loren Beggs Doug Baron                               | Porsche 3.8 L Flat-6                    | Y     | 211   |
| 28 DNF | GT     | 02 | Extreme Speed Motorsports         | Ed Brown Guy Cosmo                                   | Ferrari F430 GTE                        | M     | 194   |
| 28 DNF | GT     | 02 | Extreme Speed Motorsports         | Ed Brown Guy Cosmo                                   | Ferrari 4.0 L V8                        | M     | 194   |
| 29     | GT     | 75 | Jaguar RSR                        | Paul Gentilozzi Ryan Dalziel Marc Goossens           | Jaguar XKRS                             | Y     | 191   |
| 29     | GT     | 75 | Jaguar RSR                        | Paul Gentilozzi Ryan Dalziel Marc Goossens           | Jaguar 5.0 L V8                         | Y     | 191   |
| 30 DNF | LMP    | 12 | Autocon Motorsports               | Bryan Willman Tony Burgess Pierre Ehret              | Lola B06/10                             | D     | 170   |
| 30 DNF | LMP    | 12 | Autocon Motorsports               | Bryan Willman Tony Burgess Pierre Ehret              | AER P32C 4.0 L V8 Turbo                 | D     | 170   |
| 31 DNF | LMP    | 8  | Drayson Racing                    | Paul Drayson Jonny Cocker Emanuele Pirro             | Lola B09/60                             | M     | 108   |
| 31 DNF | LMP    | 8  | Drayson Racing                    | Paul Drayson Jonny Cocker Emanuele Pirro             | Judd GV5.5 S2 5.5 L V10                 | M     | 108   |
| 32 DNF | LMPC   | 52 | PR1/Mathiasen Motorsports         | Johnny Mowlem Tom Papadopoulos Ryan Lewis            | Oreca FLM09                             | M     | 107   |
| 32 DNF | LMPC   | 52 | PR1/Mathiasen Motorsports         | Johnny Mowlem Tom Papadopoulos Ryan Lewis            | Chevrolet LS3 6.2 L V8                  | M     | 107   |
| 33 DNF | GTC    | 32 | GMG Racing                        | Bret Curtis James Sofronas Terry Borcheller          | Porsche 911 GT3 Cup                     | Y     | 83    |
| 33 DNF | GTC    | 32 | GMG Racing                        | Bret Curtis James Sofronas Terry Borcheller          | Porsche 3.8 L Flat-6                    | Y     | 83    |
| 34 DNF | LMP    | 37 | Intersport Racing (en)            | Jon Field Clint Field Nikolas Konstant               | Lola B06/10                             | D     | 38    |
| 34 DNF | LMP    | 37 | Intersport Racing (en)            | Jon Field Clint Field Nikolas Konstant               | AER P32C 4.0 L V8 Turbo                 | D     | 38    |
| 35 DNF | LMPC   | 95 | Level 5 Motorsports               | Scott Tucker Andy Wallace Burt Frisselle             | Oreca FLM09                             | M     | 8     |
| 35 DNF | LMPC   | 95 | Level 5 Motorsports               | Scott Tucker Andy Wallace Burt Frisselle             | Chevrolet LS3 6.2 L V8                  | M     | 8     |